# Skala dorycka
Skala dorycka grecka – jedna z trzech skal muzycznych używanych w starożytnej Grecji. Jest skalą siedmiostopniową. Charakterystyczną jej cechą jest opadający kierunek dźwięków. Dzieli się na tetrachordy. Tetrachord diatoniczny dorycki zbudowany jest kolejno z: sekundy wielkiej, sekundy wielkiej, sekundy małej. 
Skala dorycka ma dwie skale poboczne: hypodorycką i hyperdorycką.
Jej nazwa pochodzi od greckiego plemienia Dorów. 

Posłuchaj:Skala doryckaⓘ
Rys. 1. Grecka skala dorycka.
W średniowieczu skalą dorycką nazywano zupełnie inną skalę zaczynającą się od dźwięku d. Była to jedna ze skal modalnych (kościelnych).